# 阿特拉斯·科普柯集团
阿特拉斯·科普柯集团（瑞典語：Atlas Copco Aktiebolag）是一家创立于1873年的瑞典工业企业，主要制造工业用工具和设备。其总部位于斯德哥尔摩，雇员超过33,000人，在20个国家生产着68种各式各样的产品。
阿特拉斯科普柯研发和制造工业用工具，压缩空气设备，建筑和采矿设备，工业装配流水线以及提供相关服务和设备租赁。通过世界范围内的销售和服务网络，产品在180多个国家，使用不同的品牌销售和租赁。半数的产品是有其全资或合资持有的销售公司所经营。集团的业务由空气压缩技术，建筑和采矿设备，和工业技术这三个领域的子部门所运营。